# Shinichengita
La shinichengita és un mineral de la classe dels silicats.

## Característiques
La shinichengita és un silicat de fórmula química Ca₅[BSi₂O₇(OH)₂]₂·6H₂O. Va ser aprovada com a espècie vàlida per l'Associació Mineralògica Internacional en el mes de juliol de l'any 2023, i encara resta pendent de publicació. Cristal·litza en el sistema triclínic.
Les mostres que van servir per a determinar l'espècie, el que es coneix com a material tipus, es troben conservades a la col·lecció mineralògica del Museu Geològic de la Xina, a Beijing (República Popular de la Xina), amb el número de catàleg: GMCTM2023001, i a les col·leccions del laboratori d'estructura cristal·lina de l'institut de recerca científica de la Universitat de Geociències de la Xina, també a Beijing, amb el número de catàleg: SJS-2.

## Formació i jaciments
Va ser descoberta a la mina Shijiangshan, al límit entre Hexigten Banner i el comtat de Linxi, prop de la ciutat de Chifeng (Mongòlia Interior, República Popular de la Xina).